# La Espero
La Espero („Надеждата“) е стихотворение от Людвик Заменхоф, инициатора на езика есперанто. Често се използва като химн на есперанто и се пее под съпровод на триумфална музика, композирана от Фелисиан дьо Менил през 1909 г.
Някои есперантисти не харесват използването на думата „химн“ за стихотворението, твърдейки, че тя носи религиозна или националистична окраска.
Заменхоф пише само девет оригинални стихотворения на есперанто. Стихотворението La Espero е публикувано през 1890 г. и бързо става популярно. Още през същата година Заменхоф поръчва създаването на музиката на шведския есперантист и член на Кралската академия на науките Клас Адолф Аделшьолд. През януари 1892 г. вестник „La Esperantisto“ приветства творбата и подчертава, че това е „първата оригинална музикална творба в нашия език“.

## Текст
| En la mondon venis nova sento, tra la mondo iras forta voko; per flugiloj de facila vento nun de loko flugu ĝi al loko. Ne al glavo sangon soifanta ĝi la homan tiras familion: al la mond' eterne militanta ĝi promesas sanktan harmonion. Sub la sankta signo de l' espero kolektiĝas pacaj batalantoj, kaj rapide kreskas la afero per laboro de la esperantoj. Forte staras muroj de miljaroj inter la popoloj dividitaj; sed dissaltos la obstinaj baroj, per la sankta amo disbatitaj. Sur neŭtrala lingva fundamento, komprenante unu la alian, la popoloj faros en konsento unu grandan rondon familian. Nia diligenta kolegaro en laboro paca ne laciĝos, ĝis la bela sonĝo de l' homaro por eterna ben' efektiviĝos. | В света дойде ново чувство, през света преминава мощен вик; с крилата на лек вятър нека сега лети от място на място. Не към кръвожаден меч то привлича човешкото семейство: на вечно воюващия свят обещава свещена хармония. Под свещения символ на надеждата се събират мирни бойци и бързо нараства делото чрез труда на надяващите се. Хилядолетните стени стоят здрави между разделените народи, но ще паднат упоритите прегради, разбити със свещената любов. На основата на неутрален език, разбирайки се един друг, народите ще направят в съглашение един голям семеен кръг. Нашите старателни колеги в мирен труд няма да се уморят, докато красивата мечта на човечеството не се осъществи за вечно добро. |